# Alexander Grigorjewitsch Granberg

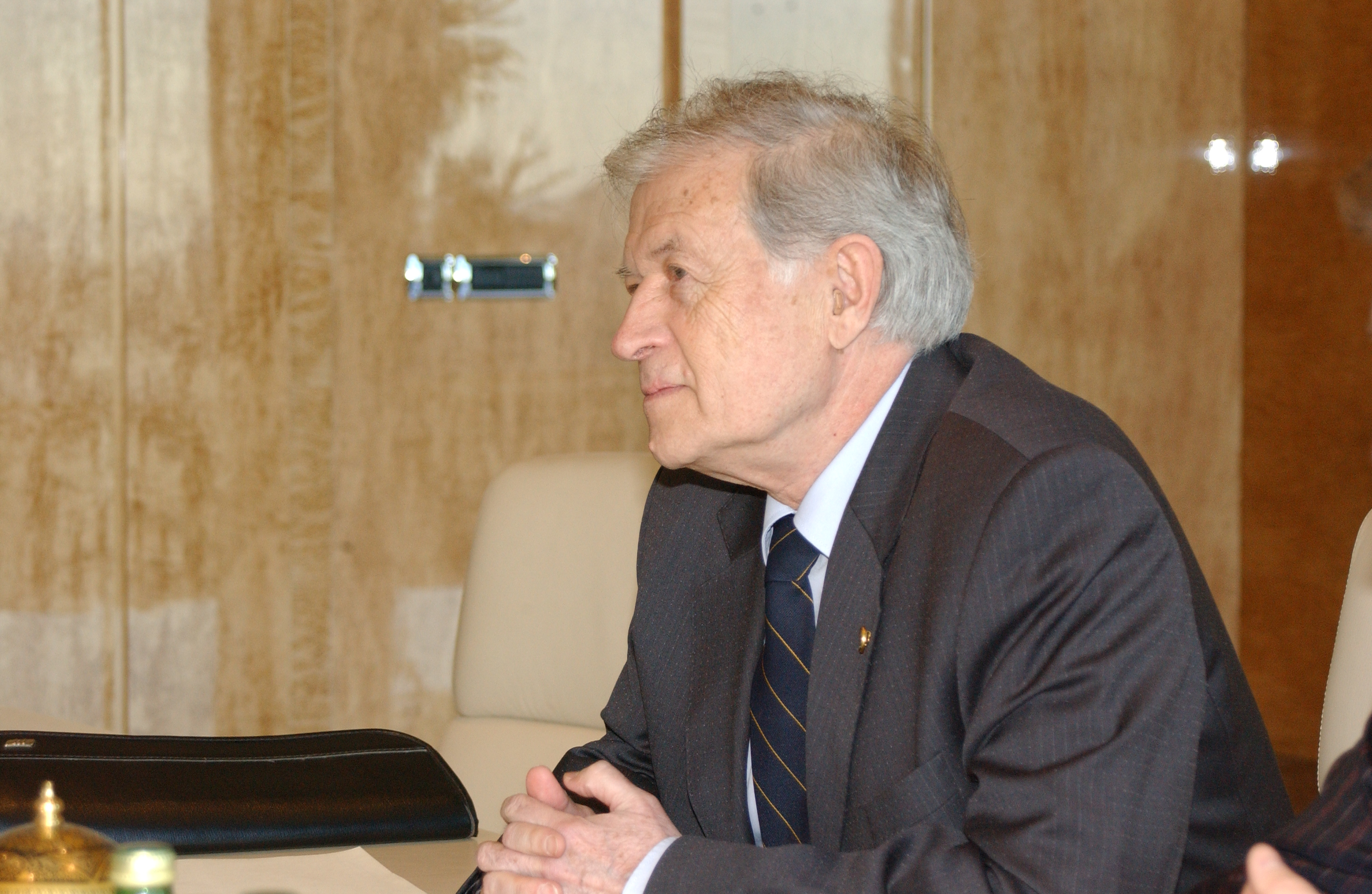
2007

Alexander Grigorjewitsch Granberg (russisch Алекса́ндр Григо́рьевич Гра́нберг) (* 25. Juni 1936 in Moskau; † 22. August 2010 ebenda) war ein sowjetischer bzw. russischer Wirtschaftswissenschaftler, Professor sowie seit 1990/1991 Mitglied der Sowjetischen bzw. Russischen Akademie der Wissenschaften.

## Leben
Granberg studierte bis 1960 an der wirtschaftswissenschaftlichen Fakultät der Lomonossow-Universität, arbeitete bei Gosplan und forschte parallel an der Plechanow-Akademie für Wirtschaft Moskau, wo er bis 1963 seine externe Aspirantur absolvierte.
1963 wechselte er nach Akademgorodok bei Nowosibirsk, wo er am Laboratorium für wirtschaftsmathematische Studien arbeitete. 1968 habilitierte Granberg sich zum Doktor der ökonomischen Wissenschaften (Dr. sc. oec.).
Von 1969 bis 1991 arbeitete er am Institut für Wirtschaft und Organisation von Industriebetrieben der sibirischen Abteilung der Akademie der Wissenschaften der Sowjetunion, dessen Direktor er ab 1985 war. 1984 wurde Granberg zum korrespondierenden Mitglied, 1990 zum Mitglied („Akademiker“) der Akademie der Wissenschaften der UdSSR gewählt. Außerdem war er von 1987 bis 1990 Chefredakteur der Zeitschrift «ЭКО» (Eko).
Granberg war ab 1992 Präsident des Rates zur Untersuchung der Produktivkräfte beim Ministerium für wirtschaftliche Entwicklung der Russischen Föderation (Минэкономразвития РФ) sowie Autor verschiedener Arbeiten über Regionalökonomie und deren mathematische Modellierung.
Er war vortragender Gastprofessor an der Hochschule für Ökonomie Berlin (1976) sowie an der University of Alaska (1991–1994).

## Politik
Von 1990 bis 1993 war Granberg Volksdeputierter, Vorstand der Komitees des Obersten Sowjets Russlands für zwischenstaatliche Beziehungen, Regionalpolitik und Zusammenarbeit (1990–1992). Außerdem war er Berater des russischen Präsidenten Boris Jelzin.

## Ehrungen
- Preis des Lenin-Komsomols (1968)
- Nemtschin-Preis (1990)
- Orden der Freundschaft (1999)
- Preis der Regierung der Russischen Föderation (1999)
- Nationaler Ökologiepreis (2004)
- Kondratieff-Medaille in Gold (2004)
- Verdienstorden für das Vaterland, 4. Klasse (Орден За заслуги перед Отечеством 4 степени) (2006)
- Kantorowitsch-Preis der Russischen Akademie der Wissenschaften (2008)

## Publikationen
- Оптимизация территориальных пропорций народного хозяйства. М.: Экономика, 1973;
- Математические модели социалистической экономики: Общие принципы моделирования и статические модели народного хозяйства. М.: Экономика, 1978;
- Динамические модели народного хозяйства. М.: Экономика, 1985;
- Моделирование социалистической экономики. М.: Экономика, 1988;
- Основы региональной экономики. М., ГУ ВШЭ, 2000 (1-е изд.)